# Moumi Ngamaleu
Moumi Nicolas Brice Ngamaleu (Yaoundé, 1994. július 9. –) kameruni válogatott labdarúgó, az orosz Gyinamo Moszkva csatárja.

## Pályafutása
A 2017-es konföderációs kupán tagja volt a részt vevő keretnek.

## Statisztika
2022. június 9. szerint.
| Válogatott | Év       | Mérkőzés | Gól |
| ---------- | -------- | -------- | --- |
| Kamerun    | 2016     | 1        | 1   |
| Kamerun    | 2017     | 9        | 0   |
| Kamerun    | 2018     | 1        | 0   |
| Kamerun    | 2019     | 3        | 1   |
| Kamerun    | 2020     | 3        | 0   |
| Kamerun    | 2021     | 10       | 1   |
| Kamerun    | 2022     | 8        | 0   |
| Összesen   | Összesen | 35       | 4   |

## Sikerei, díjai
- Coton Sport
  - Kameruni bajnok: 2012–13, 2013–14, 2014–15

- Young Boys
  - Svájci bajnok: 2017–18, 2018–19, 2019–20
  - Svájci kupa: 2019–20